# Kunčice pod Ondřejníkem (stacja kolejowa)
Kunčice pod Ondřejníkem – stacja kolejowa w Kunčicach pod Ondřejníkem, w kraju morawsko-śląskim, w Czechach. Znajduje się na wysokości 475 m n.p.m. i leży na linii kolejowej nr 323.